# Currusco

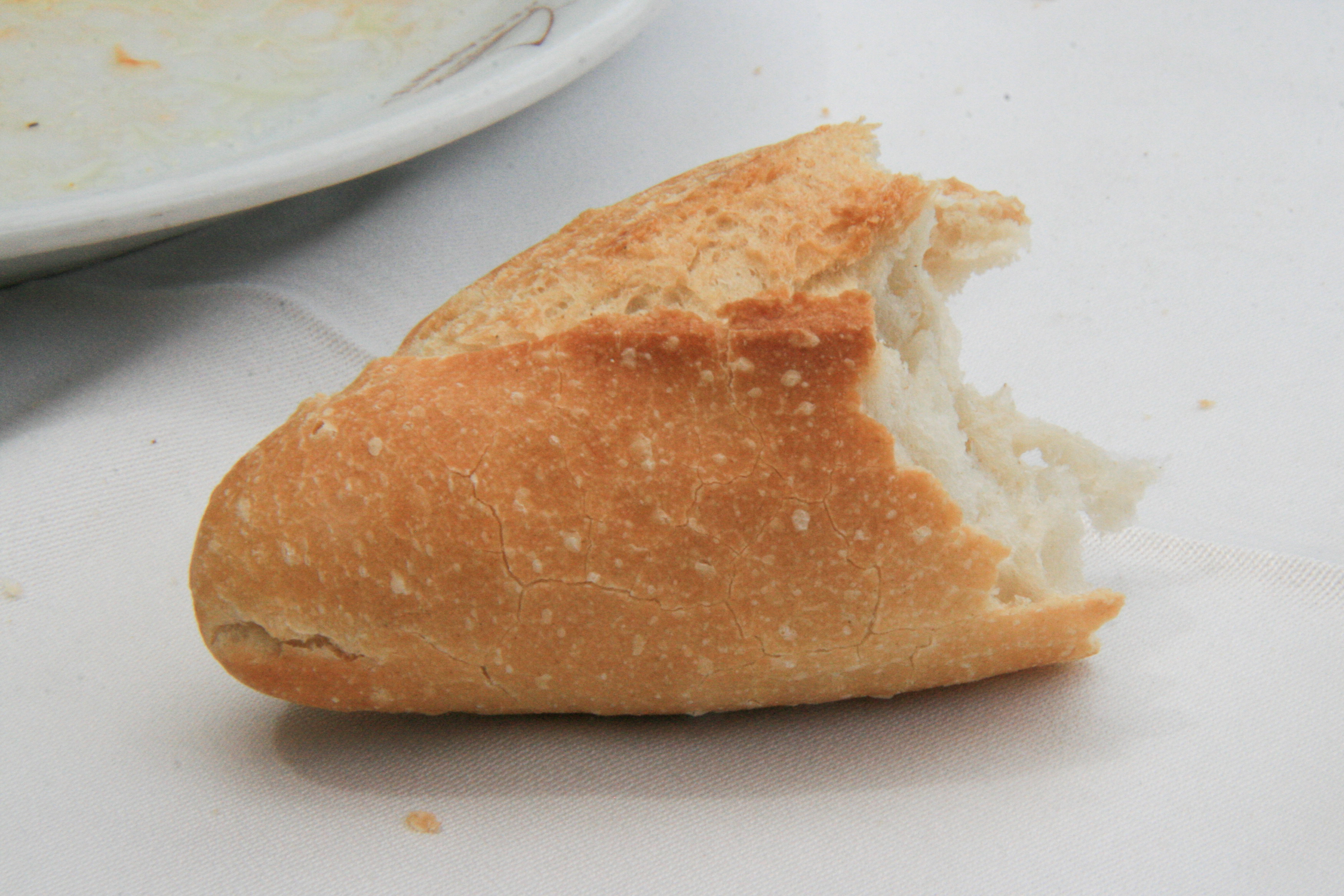

El currusco o cuscurro es el extremo crujiente de un pan. Su formación se debe a que son las primeras partes de un pan en perder la humedad. La temperatura ambiental del horno combinada con la falta de hidratación de la masa inician la reacción de Maillard; es entonces cuando se forma la corteza. 
El currusco, entre otros muchos nombres, es una de las partes más deseadas del pan. Está demostrado que los alimentos con una textura crujiente provocan un efecto placentero en el ser humano: «todavía estamos investigando por qué nos atrae tanto lo crujiente, pero existen varias teorías» (Charles Spence, psicólogo experimental, Universidad de Oxford). Sea como sea, el currusco es un antojo popular, tanto que a menudo cuando se va a comprar el pan, no llega entero a casa.

## Etimología
El término currusco surge del sonido que provoca la corteza crujiente (otra palabra que también es de origen onomatopéyico). También se puede encontrar escrito como cuzcurro. Esta palabra pudo integrarse en el vocabulario castellano por influencia de la lengua aragonesa, o quizá del euskera que antiguamente compartía territorio con el aragonés (véase euskera de Huesca): compárese con el vasco kozkorro (kurrusku en Bilbao), relacionado con kuskur o kuzkur ('morder').

## Nombres comunes
En 2019, la Fundéu y la Real Academia lanzaron una encuesta en Instagram sobre cuál de los dos nombres era el más usado por los internautas, quedando cuscurro como la más usada (63%), y en segundo lugar corrusco (37%).
- Currusco, Corrusco
- Corrosco (en el norte de Galicia y Burgos),[3] corrosca
- Cuscurro, coscurro
- Churrusco, de churruscar o chorrascar 'tostar, asar'[6]
- Corrusquet, crostón (en Aragón)[4]
- Crostó, crustó (en Cataluña e Islas Baleares)
- Punta y puntica (R. Murcia, Comunidad Valenciana)[4]
- Codo, codito (en Canarias)[7]
- Currusquilla (Ribera de Navarra)[8]
- Cuerno, cuernu (en Asturias)[7]
- Teta, tetilla (en Madrid y zonas de Extremadura y Andalucía)[7]
- Chichita (en México, donde chichi es una palabra para la ‘teta’)
- Mendrugo de pan
- Zoquete de pan
- Esquina del pan
- Encetadura (montañas de Asturias y León)[4]
- Rescaño
- Cantero o canterón
- Pico o punta del pan (en varios países hispanos)
- Suegra[9]
- Culito (en Sudamérica)[3]
- Codito del pan (en español rioplatense)
- Cabero (en zonas de Andalucía)